# Багдад (вилайет)
Вилайет Багдад (осман. ولايت بغداد‎, тур. Bağdat Vilâyeti, араб. ولاية بغداد‎), или Багдадский пашлык — вилайет Османской империи. Столица Багдад.
В начале 20-го века, по сообщениям, имел площадь 54,503 квадратных миль (141,160 kм²), в то время как предварительные итоги первой Османской переписи 1885 года (опубликовано в 1908 году) дали данные о населении до 850 000. точность показателей численности населения колеблется от «приближенных» к «чисто гипотетический» в зависимости от региона, в котором они были собраны.
В 1534 году в ходе войны 1514-1555 гг.  турецкая армия Сулеймана разбили армию Сефевидов, захватив контроль над Ираком. Провинция была создана из центральных районов Ирака и западной приграничной территории Персии.
В XVII веке была разделена на санджаки, самыми важными из которых являлись:
- Багдад
- Дивания
- Кербела

Территория — 141,160 kм², языки — турецкий, арабский, персидский.
В ходе административной реформы 1864 года стала вилайетом, так как до этого именовалась эйалетом.